# Octomeria decumbens
Octomeria decumbens là một loài lan đặc hữu của miền nam và đông nam Brasil.

## Hình ảnh

- Tập tin:Octomeria brevifolia. Flora Brasiliensis 3-4-133.jpg